# Sylvicapra
Sylvicapra é um gênero de mamíferos da tribo Cephalophini, da subfamília Antilopinae, da família dos bovídeos. Inclui somente uma espécie, o bâmbi-cinzento (Sylvicapra grimmia).